# Toleranční modlitebna (Hořátev)
Toleranční modlitebna v Hořátvi je klasicistní kostel vystavěný roku 1792, vyhovující podmínkám Tolerančního patentu. Místní sbor byl původně reformovaný; od sloučení evangelických církví v roce 1918 byl sborem Českobratrské církve evangelické, později byl sloučen s Farním sborem ČCE v Nymburce, který zde má kazatelskou stanici. Modlitebna je chráněna jako kulturní památka.

## Historie kostela
Modlitebna byla vystavěna roku 1792. Roku 1811 byla na jižní straně přistavěna předsíň. V 19. století byl vybudován druhý vchod. Varhany jsou z roku 1874. Roku 2010 byla obnovena fasáda. V r. 2017 započala rekonstrukce havarijního stavu barokního krovu (plánované ukončení rekonstrukce konec r. 2018).

## Popis
Jednolodní podélná stavba se sedlovou střechou. Bez věže a zvonů. Na každé straně má tři okna. Předsíňka má empírové průčelí.